# Castello di Nový Berštejn
Il castello di Nový Berštejn (in ceco Zámek Nový Berštejn) si trova a Nový Berštejn , quartiere del comune di Dubá, Distretto di Česká Lípa nella Regione di Liberec, Repubblica Ceca. Il castello risale al XVI secolo ed è considerato monumento culturale nazionale. 

## Storia

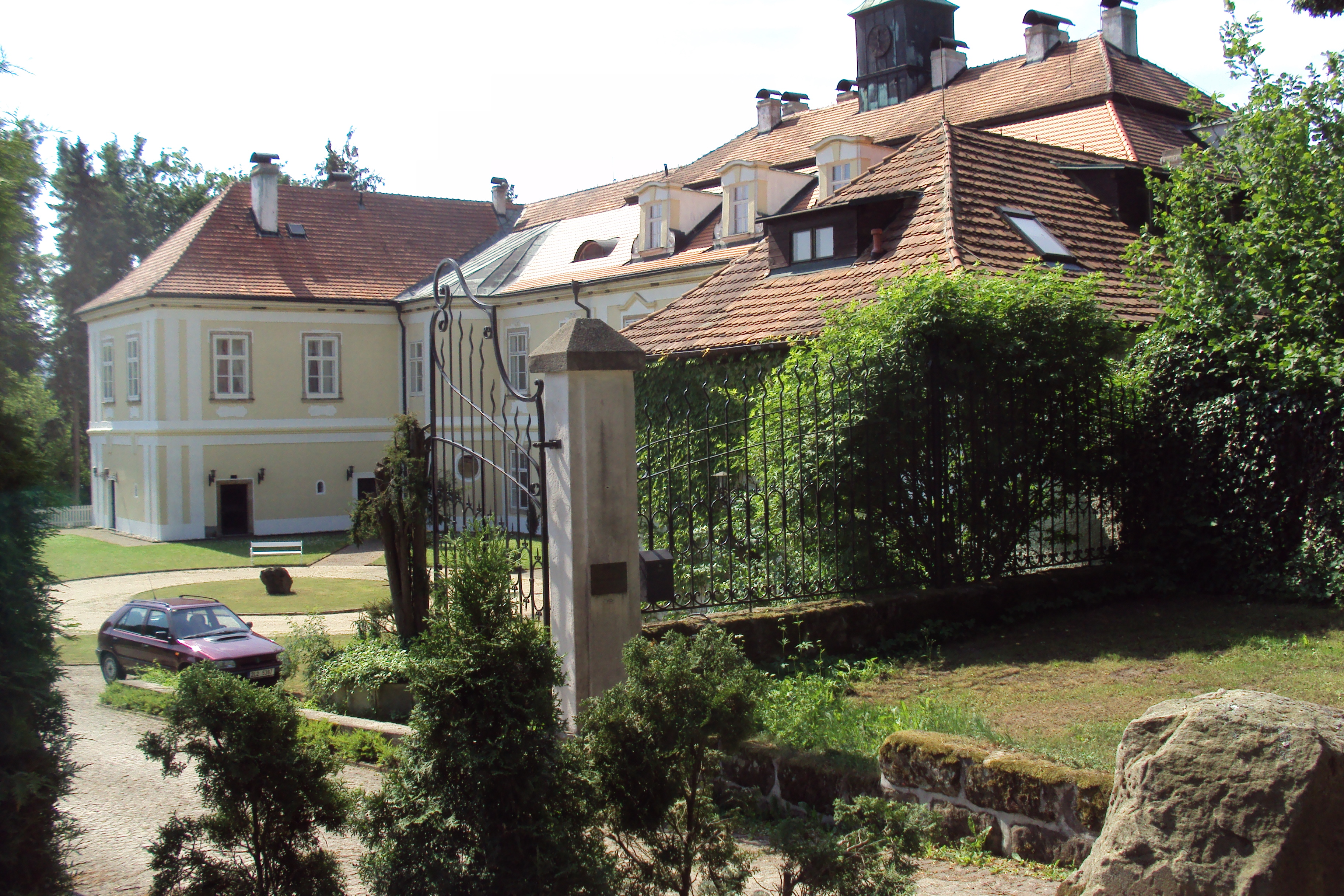
Particolare del parco e del castello

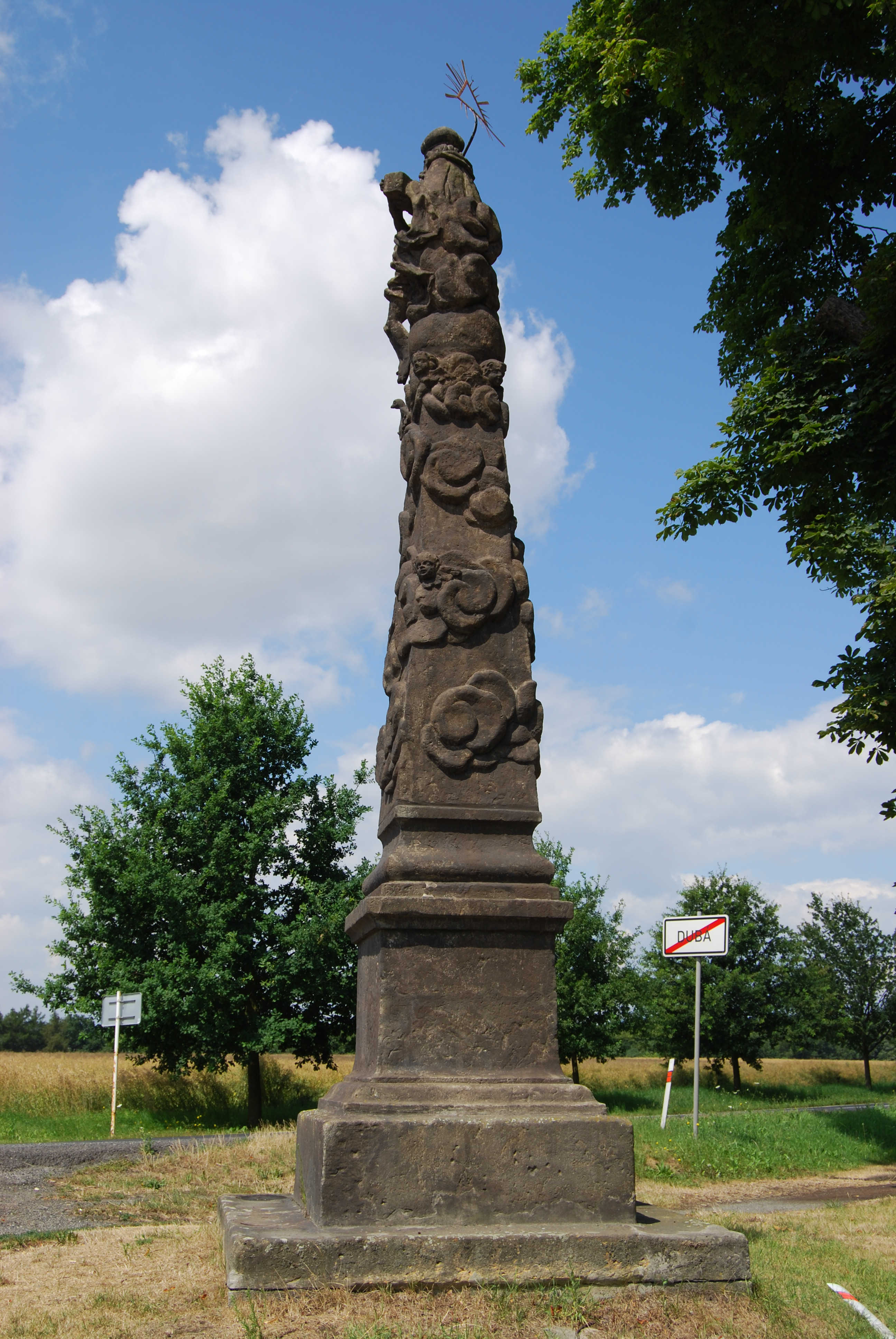
Colonna della Santissima Trinità nelle vicinanze del castello

L'insediamento originale di Nový Berštejn era formato principalmente da case edificate in funzione del castello, come la sua fattoria. Il castello comprendeva una grande aia con pregevoli edifici barocchi, un acquedotto, un laghetto e una fabbrica di birra, e anche un parco con alberi prevalentemente decidui. Sotto la fabbrica di birra le sue cantine furono utilizzate per stagionare i famosi formaggi locali alla birra. Si tratta dei più grandi spazi sotterranei in arenaria di Kokořínsk e Dubsk che fanno parte di una proprietà privata. Probabilmente sul terreno legato al castello a nord del fiume Krčma venne creato un maniero, chiamato Neuhof, di cui restano solo piccole tracce sul terreno. Il parco del castello di Nový Berštejn fu costruito intorno alla metà del XVI secolo da Adam Berka di Dubá che ereditò la vecchia sede della famiglia, già abbandonata e saccheggiata dagli hussiti,che si trova a nord della città di Dubá, sopra il villaggio di Vrchovany. Prima della costosa ristrutturazione del castello gotico, tra il 1558 e il 1567, diede priorità alla costruzione di una nuova residenza, il castello Nový Berštejn. L'edificio rinascimentale era ad un solo piano ed è divenuta in seguito l'ala centrale della struttura. Il pavimento era allora in legno. Dopo il 1618, durante il regno di Friedrich Falcky, il proprietario fu il più alto giudice regionale e allo stesso tempo una delle figure più importanti della resistenza antiasburgica. Dopo la sconfitta degli stati cechi, avvenuta nel 1620, fuggì dal paese e i suoi beni vennero confiscati e acquistati dalla famiglia Valdštejn. Dopo l'assassinio di Alberto di Wallenstein, generale delle truppe imperiali e proprietario del castello, l'imperatore Ferdinando II donò l'intera tenuta al colonnello Walter Buttler, che era stato uno degli assassini di Waldstein. Il colonnello proveniva da un'antica famiglia irlandese, i suoi discendenti risiedettero nel castello di Nový Berštejn fino al 1723. Il nuovo proprietario František Karel Rudolf conte Sweerts-Sporck, tra le altre cose, fece costruire la chiesa barocca dell'Invenzione della Santa Croce a Dubá. Anche il castello Nový Berštejn in quel periodo venne ricostruito in stile barocco e ampliato con le ali laterali. Dal 1810 il castello ritornò nuovamente alla famiglia Valdštejn che lo fece restaurare dandogli le forme che ci sono pervenute. La fine della tenuta Valdštejn fu causata dalla riforma fondiaria della prima repubblica. Nel 1920 il nuovo proprietario del castello divenne Tomáš Maglič, consigliere generale delle fabbriche Škoda. Nel 1935 Růžena Jirátová-Kabátová acquistò il castello e in seguito fece apportare migliorie non solo al castello ma anche al parco. Durante la seconda guerra mondiale il castello venne espropriato a favore del barone tedesco Ludolf von Wedel-Parlow. Nel 1945 il castello fu confiscato, come proprietà tedesca, venne ristrutturato per diventare un centro sanitario distrettuale, poi un collegio. Il complesso architettonicamente pregevole con giardini è completato da edifici operativi e dal 1996 è divenuto proprietà privata ed è adibito a struttura ricettiva.

## Descrizione
Il castello si trova a Nový Berštejn, quartiere posto a nord dell'abitato di Dubá nella Regione di Liberec, Repubblica Ceca. Il complesso è di grandi dimensioni ed è formato dal castello vero e proprio, con grande ala centrale e due ali laterali, e dagli edifici minori e di servizio disposti a creare un ampio cortile scenografico. Di fronte all'angolo sud del muro di cinta del parco si erge una colonna dedicata alla Santissima Trinità risalente al XVIII secolo che, dopo essere stata gravemente danneggiata nel 1996, è stata sottoposta a restauro. Di fronte, sul vialetto d'accesso, al castello si trova la statua restaurata raffigurante la Vergine Maria, che fu fatta costruire nel 1763 dal conte Sweerts-Sporck. Vicino a Nový Berštejn, su un crinale anticamente chiamato Květný, si trova la cappella rotonda di Santa Barbara, costruita tra il 1744 e il 1745 dalla contessa Anna Kateřina Sweerts-Sporcková. Nel 1792, sulla base delle riforme ecclesiastiche volute dall'imperatore Giuseppe II d'Asburgo-Lorena, la cappella fu soppressa e dopo molti anni di degrado, a partire dagli ultimi decenni del XX secolo, venne utilizzata come struttura ricreativa.

### Monumento culturale della Repubblica Ceca
Dal 1978 la tutela dei monumenti della Repubblica Ceca considera il complesso del castello di Nový Berštejn un monumento culturale nazionale tutelato col numero di catalogo 1000127631.